# 比利·皮爾斯
華特·威廉·皮爾斯（英語：Walter William Pierce，1927年4月2日—2015年7月31日），為美國職棒大聯盟的投手。職業生涯幾乎都待在白襪隊，為白襪1950年代的王牌投手。1953年與1955年，他在運動新聞報年度最佳投手獎項票選上拿下第二高票，1956年至1957年，他更是連續獲得該獎項。他生涯入選7次明星賽，各拿下一次聯盟勝投王、防禦率王和三振王。1958年6月27日，他投出了8.2局的完全比賽，差點成為78年來第一位達成此成就的左投。
由於皮爾斯生涯前中期都效力於美聯的球隊，因此他對決洋基的次數也很多。1950年代的洋基在當時可說是一代強權，皮爾斯儘管身為白襪王牌，面對洋基的投球數據還是差強人意，他生涯面對洋基僅拿下25勝37敗，不過相比於同時期國聯球隊在世界大賽面對洋基的勝敗數(27勝41敗)，皮爾斯的勝率還是比較高一些。
1962年，皮爾斯加入巨人。他在這年與道奇爭奪國聯冠軍的系列加賽中拿下1勝1救援成功，幫助球隊挺進世界大賽。皮爾斯生涯一共奪下1999次三振，退休時排在左投史上第5名。其中1796次三振與186勝目前仍是白襪隊史三振紀錄。1987年，白襪隊將皮爾斯的19號球衣退休，他們也在2007年於白襪主場建立了一座皮爾斯的雕像。

## 職業生涯

### 底特律老虎
1945年，剛過18歲生日沒多久，而且沒有小聯盟實戰經驗的皮爾斯登上了大聯盟。該年他僅以後援投手身分上場5場比賽，不過這年老虎隊闖進了世界大賽，並且拿下冠軍。皮爾斯也在進入大聯盟的第一年就拿下冠軍。
1946年，皮爾斯下放到3A。不過他因為背傷而沒太多出賽紀錄。1947年，他在小聯盟繼續打拚一季後，他在1948年重返大聯盟，並且也順利增重。這年他首度以先發投手身分登板，並順利拿下大聯盟首勝。不過皮爾斯在當時是一名控球不穩定的投手，他在55.1局投球內就送出高達51次保送。由於控球問題遲遲無法改善，老虎隊也在1948年11月10日將他交易至白襪，換來Aaron Robinson和一萬美元。這筆交易也被認為是大聯盟史上最不平衡的交易之一，因為皮爾斯日後成為白襪王牌，反觀Robinson加入老虎後，打擊能力一年比一年差，最後在1951年被交易到紅襪。

### 芝加哥白襪
加入白襪後，皮爾斯的控球問題還是沒有改善。1950年，他該季就丟出了137次保送，是美聯左投手之中最多的。不過1950年6月15日，他在面對聯盟戰績最佳的洋基隊投出了一安打完封勝，他只在地5局被敲出一支安打。
1954年5月25日，皮爾斯因為左手受傷無法投球，加上他在6月3日拔除智齒，他幾乎有一個月無法出賽。後來他在7月初以後援身分上場2場比賽後，便回到大聯盟賽場上。該年他雖然只拿下9勝，不過有其中3勝是面對該年的美聯冠軍印地安人隊所投出。皮爾斯前一年才對美聯冠軍洋基隊拿下4勝，他也因此被號稱為冠軍隊的殺手。
皮爾斯不只對冠軍隊很有一套，他也是一名傑出的跑者。1949年至1957年間，他曾擔任過30次的代跑工作。甚至還能取代盜壘王Minnie Miñoso擔任球隊代跑，可見其出色的跑壘能力。

### 舊金山巨人
1961年11月30日，皮爾斯和唐·拉森被交易至巨人隊。當時總教練Alvin Dark將皮爾斯列為1號先發，後面則有Juan Marichal、蓋洛·佩里和Mike McCormick等三名年輕投手。巨人隊當時陣中擁有威利·梅斯、威利·麥考維和Orlando Cepeda等三名名人堂級的打者，一時成為奪冠熱門的隊伍。
1962年6月14日，皮爾斯在先發面對紅人時，在跑向一壘補位時不慎被跑者的釘鞋刺到。後來他的腳縫了14針，而且這個傷勢也讓他無緣入選明星賽。8月11日，他拿下生涯第200勝，同時也終止了道奇隊投手唐·德萊斯戴爾的連續先發11勝的紀錄。這年巨人和道奇都拿下101勝61敗，兩隊也因此進行了三場的系列加賽。皮爾斯在第一場以8比0力壓山迪·柯法斯拿下勝利，並在第3場拿下救援成功。
1962年世界大賽，皮爾斯分別在第3場和第6場先發，並拿下1勝1敗。儘管巔峰期已過，不過皮爾斯在世界大賽的防禦率只有1.89。
1963年，皮爾斯擔任巨人的開幕戰先發，他也投出了生涯最後一次的完封勝。後來皮爾斯逐漸轉往牛棚，1964年幾乎成為全職後援投手。9月10日，皮爾斯進行他整年的第一場，也是生涯最後一場先發，並以5比1拿下勝利。10月3日，他在比賽後只差一次三振就能達到生涯2000K的里程碑，不過他在隔天選擇退休。
總計皮爾斯生涯拿下221勝169敗，1999次三振，防禦率3.27。其中他在白襪隊拿下186勝排名隊史第四高，僅次於泰德·萊恩斯、Red Faber和艾德·沃爾許。

## 退休後

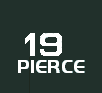
1987年，白襪隊將皮爾斯的19號球衣退休。

1970年，皮爾斯擔任白襪隊的球評。1974年至1997年，他在伊利諾州的Continental Envelope公司工作。期間他還擔任過白襪隊的球探，並發掘了1983年美聯新人王Ron Kittle。1987年，白襪隊將他的球衣退休。2000年，他入選了白襪隊的世紀明星隊。2003年，他入選了密西根州運動名人堂。
2005年美國聯盟分區賽第一場，皮爾斯受邀開球。後來白襪隊也在該年拿下世界大賽冠軍。2006年他入選了芝加哥運動名人堂。2007年7月23日，白襪隊在自家主場建立了一座皮爾斯的塑像。
2015年7月31日，88歲的皮爾斯因為膽囊癌去世。後來他被葬在阿爾西普(Alsip)。

### 生涯投球數據
| 出賽數 | 勝  | 敗  | 勝率 | 防禦率 | 完投 | 完封 | 救援成功 | 投球局數 | 安打 | 失分 | 自責分 | 全壘打 | 保送 | 三振 | 觸身球 | 投手犯規 | 暴投 | 守備率 |
| 585    | 211 | 169 | .555 | 3.27   | 193  | 38   | 33       | 3306.2   | 2989 | 1325 | 1201   | 284    | 1178 | 1999 | 30     | 10       | 48   | .956   |

### 左投三振排行榜
此表只計算皮爾斯退休之前的數據。
| 左投手        | 三振數 |
| ------------- | ------ |
| 華倫·史潘     | 2,493  |
| 魯布·瓦德爾   | 2,316  |
| 雷夫提·葛洛夫 | 2,266  |
| 艾迪·普朗克   | 2,246  |
| 比利·皮爾斯   | 1,999  |
| 哈爾·紐豪瑟   | 1,796  |
| 懷堤·福特     | 1,730  |
| 山迪·柯法斯   | 1,697  |
| 卡爾·哈伯爾   | 1,677  |
| 魯布·馬夸德   | 1,593  |

## 外部連結
- 球員資訊和成績在MLB，ESPN，Retrosheet ，Baseball Reference ，Baseball Reference (Minors) ，Fangraphs ，The Baseball Cube （英文）